# Madrid Open
Madrid Open er en tennisturnering, der for tiden sponsoreres af forsikringsselskabet Mutua, hvorfor turneringen også er kendt under navnet Mutua Madrid Open. Turneringen er spillet årligt siden 2002 i Madrid, Spanien, og indgår i ATP World Tour og WTA Tour. Turneringen foregår i starten af maj og har status på niveauet umiddelbart under Grand Slam. Oprindeligt blev Madrid Open spillet indendørs på hardcourt, men siden 2009 har det været en udendørs grusturnering, der i 2012 forsøgte sig med blåt grus, men efter klager fra flere topspillere gik man, året efter, tilbage til det klassiske røde grus.
Siden 2009 har turneringen også været en del af kvindernes WTA Tour, som en Premier Mandatory-turnering, og siden 2021 i kategorien WTA 1000.
Madrid Open blev indtil 2021 ejet af Super Slam Ltd, et firma under den tidligere topspiller Ion Tiriacs kontrol, men i slutningen af 2021 blev turneringen solgt til IMG, og handlen gik endeligt igennem i slutningen af marts 2022. Efter at turneringens arrangører havde offentliggjort de spillere, der modtog wildcards til hovedturneringerne i single, rettede flere spanske spillere kritik af turneringens nye ejer for at kun ét af de ni wildcards gik til en spansk spiller. IMG havde primært valgt at tilgodese spillere, der var i stald hos netop IMG, hvilket var et brud på den tidligere ejers praksis, hvor primært spanske spillere var blevet tilgodeset.

## Vindere og finalister

### Herresingle
| År   | Vinder                                         | Finalist                                       | Finaleresultat                                 |
| ---- | ---------------------------------------------- | ---------------------------------------------- | ---------------------------------------------- |
| 2002 | Andre Agassi (1)                               | Jiří Novák                                     | w.o.                                           |
| 2003 | Juan Carlos Ferrero (1)                        | Nicolás Massú                                  | 6–3, 6–4, 6–3                                  |
| 2004 | Marat Safin (1)                                | David Nalbandian                               | 6–2, 6–4, 6–3                                  |
| 2005 | Rafael Nadal (1)                               | Ivan Ljubičić                                  | 3–6, 2–6, 6–3, 6–4, 7–6(3)                     |
| 2006 | Roger Federer (1)                              | Fernando González                              | 7–5, 6–1, 6–0                                  |
| 2007 | David Nalbandian (1)                           | Roger Federer                                  | 1–6, 6–3, 6–3                                  |
| 2008 | Andy Murray (1)                                | Gilles Simon                                   | 6–4, 7–6(6)                                    |
| 2009 | Roger Federer (2)                              | Rafael Nadal                                   | 6–4, 6–4                                       |
| 2010 | Rafael Nadal (2)                               | Roger Federer                                  | 6–4, 7–6(5)                                    |
| 2011 | Novak Djokovic (1)                             | Rafael Nadal                                   | 7–5, 6–4                                       |
| 2012 | Roger Federer (3)                              | Tomáš Berdych                                  | 3–6, 7–5, 7–5                                  |
| 2013 | Rafael Nadal (3)                               | Stanislas Wawrinka                             | 6–2, 6–4                                       |
| 2014 | Rafael Nadal (4)                               | Kei Nishikori                                  | 2–6, 6–4, 3–0 opg.                             |
| 2015 | Andy Murray (2)                                | Rafael Nadal                                   | 6–3, 6–2                                       |
| 2016 | Novak Djokovic (2)                             | Andy Murray                                    | 6–2, 3–6, 6–3                                  |
| 2017 | Rafael Nadal (5)                               | Dominic Thiem                                  | 7–6(8), 6–4                                    |
| 2018 | Alexander Zverev (1)                           | Dominic Thiem                                  | 6–4, 6–4                                       |
| 2019 | Novak Djokovic (3)                             | Stefanos Tsitsipas                             | 6–3, 6–4                                       |
| 2020 | Ingen turnering på grund af COVID-19-pandemien | Ingen turnering på grund af COVID-19-pandemien | Ingen turnering på grund af COVID-19-pandemien |
| 2021 | Alexander Zverev (2)                           | Matteo Berrettini                              | 6–7(8), 6–4, 6–3                               |
| 2022 | Carlos Alcaraz (1)                             | Alexander Zverev                               | 6–3, 6–1                                       |
| 2023 | Carlos Alcaraz (2)                             | Jan-Lennard Struff                             | 6–4, 3–6, 6–3                                  |
| 2024 | Andrej Rubljov (1)                             | Félix Auger-Aliassime                          | 4–6, 7–5, 7–5                                  |
| 2025 | Casper Ruud (1)                                | Jack Draper                                    | 7–5, 3–6, 6–4                                  |

### Damesingle
| År   | Vinder                                         | Finalist                                       | Finaleresultat                                 |
| ---- | ---------------------------------------------- | ---------------------------------------------- | ---------------------------------------------- |
| 2009 | Dinara Safina (1)                              | Caroline Wozniacki                             | 6–2, 6–4                                       |
| 2010 | Aravane Rezaï (1)                              | Venus Williams                                 | 6–2, 7–5                                       |
| 2011 | Petra Kvitová (1)                              | Viktorija Azarenka                             | 7–6(3), 6–4                                    |
| 2012 | Serena Williams (1)                            | Viktorija Azarenka                             | 6–1, 6–3                                       |
| 2013 | Serena Williams (2)                            | Marija Sjarapova                               | 6–1, 6–4                                       |
| 2014 | Marija Sjarapova (1)                           | Simona Halep                                   | 1–6, 6–2, 6–3                                  |
| 2015 | Petra Kvitová (2)                              | Svetlana Kuznetsova                            | 6–1, 6–2                                       |
| 2016 | Simona Halep (1)                               | Dominika Cibulková                             | 6–2, 6–4                                       |
| 2017 | Simona Halep (2)                               | Kristina Mladenovic                            | 7–5, 6–7(5), 6–2                               |
| 2018 | Petra Kvitová (3)                              | Kiki Bertens                                   | 7–6(6), 4–6, 6–3                               |
| 2019 | Kiki Bertens (1)                               | Simona Halep                                   | 6–4, 6–4                                       |
| 2020 | Ingen turnering på grund af COVID-19-pandemien | Ingen turnering på grund af COVID-19-pandemien | Ingen turnering på grund af COVID-19-pandemien |
| 2021 | Aryna Sabalenka (1)                            | Ashleigh Barty                                 | 6–0, 3–6, 6–4                                  |
| 2022 | Ons Jabeur (1)                                 | Jessica Pegula                                 | 7–5, 0–6, 6–2                                  |
| 2023 | Aryna Sabalenka (2)                            | Iga Świątek                                    | 6–3, 3–6, 6–3                                  |
| 2024 | Iga Świątek (1)                                | Aryna Sabalenka                                | 7–5, 4–6, 7–6(7)                               |
| 2025 | Aryna Sabalenka (3)                            | Coco Gauff                                     | 6–3, 7–6(7–3)                                  |

### Herredouble
| År   | Vindere                                        | Finalister                                     | Finaleresultat                                 |
| ---- | ---------------------------------------------- | ---------------------------------------------- | ---------------------------------------------- |
| 2002 | Mark Knowles (1) Daniel Nestor (1)             | Mahesh Bhupathi Maks Mirnyj                    | 6–3, 7–5, 6–0                                  |
| 2003 | Mahesh Bhupathi (1) Maks Mirnyj (1)            | Wayne Black Kevin Ullyett                      | 6–2, 2–6, 6–3                                  |
| 2004 | Mark Knowles (2) Daniel Nestor (2)             | Bob Bryan Mike Bryan                           | 6–3, 6–4                                       |
| 2005 | Mark Knowles (3) Daniel Nestor (3)             | Leander Paes Nenad Zimonjić                    | 3–6, 6–3, 6–2                                  |
| 2006 | Bob Bryan (1) Mike Bryan (1)                   | Mark Knowles Daniel Nestor                     | 7–5, 6–4                                       |
| 2007 | Bob Bryan (2) Mike Bryan (2)                   | Mariusz Fyrstenberg Marcin Matkowski           | 6–3, 7–6(4)                                    |
| 2008 | Mariusz Fyrstenberg (1) Marcin Matkowski (1)   | Mahesh Bhupathi Mark Knowles                   | 6–4, 6–2                                       |
| 2009 | Daniel Nestor (4) Nenad Zimonjić (1)           | Simon Aspelin Wesley Moodie                    | 6–4, 6–4                                       |
| 2010 | Bob Bryan (3) Mike Bryan (3)                   | Daniel Nestor Nenad Zimonjić                   | 6–3, 6–4                                       |
| 2011 | Bob Bryan (4) Mike Bryan (4)                   | Michaël Llodra Nenad Zimonjić                  | 6–3, 6–3                                       |
| 2012 | Mariusz Fyrstenberg (2) Marcin Matkowski (2)   | Robert Lindstedt Horia Tecău                   | 6–3, 6–4                                       |
| 2013 | Bob Bryan (5) Mike Bryan (5)                   | Alexander Peya Bruno Soares                    | 6–2, 6–3                                       |
| 2014 | Daniel Nestor (5) Nenad Zimonjić (2)           | Bob Bryan Mike Bryan                           | 6–4, 6–2                                       |
| 2015 | Rohan Bopanna (1) Florin Mergea (1)            | Marcin Matkowski Nenad Zimonjić                | 6–2, 6–7(5), [11–9]                            |
| 2016 | Jean-Julien Rojer (1) Horia Tecău (1)          | Rohan Bopanna Florin Mergea                    | 6–4, 7–6(5)                                    |
| 2017 | Łukasz Kubot (1) Marcelo Melo (1)              | Nicolas Mahut Édouard Roger-Vasselin           | 7–5, 6–3                                       |
| 2018 | Nikola Mektić (1) Alexander Peya (1)           | Bob Bryan Mike Bryan                           | 5–3 opg.                                       |
| 2019 | Jean-Julien Rojer (2) Horia Tecău (2)          | Diego Schwartzman Dominic Thiem                | 6–2, 6–3                                       |
| 2020 | Ingen turnering på grund af COVID-19-pandemien | Ingen turnering på grund af COVID-19-pandemien | Ingen turnering på grund af COVID-19-pandemien |
| 2021 | Marcel Granollers (1) Horacio Zeballos (1)     | Nikola Mektić Mate Pavić                       | 1–6, 6–3, [10–8]                               |
| 2022 | Wesley Koolhof (1) Neal Skupski (1)            | Juan Sebastián Cabal Robert Farah              | 6–7(4), 6–4, [10–5]                            |
| 2023 | Karen Khatjanov (1) Andrej Rubljov (1)         | Rohan Bopanna Matthew Ebden                    | 6–3, 3–6, [10–3]                               |
| 2024 | Sebastian Korda (1) Jordan Thompson (1)        | Ariel Behar Adam Pavlásek                      | 6–3, 7–6(7)                                    |
| 2025 | Marcel Granollers (2) Horacio Zeballos (2)     | Marcelo Arévalo Mate Pavić                     | 6–4, 6–4                                       |

### Damedouble
| År   | Vindere                                          | Finalister                                     | Finaleresultat                                 |
| ---- | ------------------------------------------------ | ---------------------------------------------- | ---------------------------------------------- |
| 2009 | Cara Black (1) Liezel Huber (1)                  | Květa Peschke Lisa Raymond                     | 4–6, 6–3, [10–6]                               |
| 2010 | Serena Williams (1) Venus Williams (1)           | Gisela Dulko Flavia Pennetta                   | 6–2, 7–5                                       |
| 2011 | Viktorija Azarenka (1) Marija Kirilenko (1)      | Květa Peschke Katarina Srebotnik               | 6–4, 6–3                                       |
| 2012 | Sara Errani (1) Roberta Vinci (1)                | Jekaterina Makarova Jelena Vesnina             | 6–1, 3–6, [10–4]                               |
| 2013 | Anastasija Pavljutjenkova (1) Lucie Šafářová (1) | Cara Black Marina Erakovic                     | 6–2, 6–4                                       |
| 2014 | Sara Errani (2) Roberta Vinci (2)                | Garbiñe Muguruza Carla Suárez Navarro          | 6–4, 6–3                                       |
| 2015 | Casey Dellacqua (1) Jaroslava Sjvedova (1)       | Garbiñe Muguruza Carla Suárez Navarro          | 6–3, 6–7(4), [10–5]                            |
| 2016 | Caroline Garcia (1) Kristina Mladenovic (1)      | Martina Hingis Sania Mirza                     | 6–4, 6–4                                       |
| 2017 | Chan Yung-Jan (1) Martina Hingis (1)             | Tímea Babos Andrea Hlaváčková                  | 6–4, 6–3                                       |
| 2018 | Jekaterina Makarova (1) Jelena Vesnina (1)       | Tímea Babos Kristina Mladenovic                | 2–6, 6–4, [10–8]                               |
| 2019 | Hsieh Su-Wei (1) Barbora Strýcová (1)            | Gabriela Dabrowski Xu Yifan                    | 6–3, 6–1                                       |
| 2020 | Ingen turnering på grund af COVID-19-pandemien   | Ingen turnering på grund af COVID-19-pandemien | Ingen turnering på grund af COVID-19-pandemien |
| 2021 | Barbora Krejčíková (1) Kateřina Siniaková (1)    | Gabriela Dabrowski Demi Schuurs                | 6–4, 6–3                                       |
| 2022 | Gabriela Dabrowski (1) Giuliana Olmos (1)        | Desirae Krawczyk Demi Schuurs                  | 7–6(1), 5–7, [10–7]                            |
| 2023 | Viktorija Azarenka (2) Beatriz Haddad Maia (1)   | Coco Gauff Jessica Pegula                      | 6–1, 6–4                                       |
| 2024 | Cristina Bucșa (1) Sara Sorribes Tormo (1)       | Barbora Krejčíková Laura Siegemund             | 6–0, 6–2                                       |
| 2025 | Sorana Cîrstea (1) · Anna Kalinskaya (1)         | Veronika Kudermetova · Elise Mertens           | 6–7(10–12), 6–2, [12–10]                       |